# Skipton (Australia)
Skipton – miasto w Australii, w stanie Wiktoria.